# Stenogobius ophthalmoporus
Stenogobius ophthalmoporus е вид бодлоперка от семейство Попчеви (Gobiidae). Видът не е застрашен от изчезване.

## Разпространение и местообитание
Разпространен е във Виетнам, Индонезия (Калимантан и Суматра), Китай (Гуандун и Хайнан), Малайзия, Провинции в КНР, Тайван, Тайланд, Филипини, Хонконг и Япония (Кюшу и Рюкю).
Обитава крайбрежията на сладководни и полусолени басейни и реки в райони с тропически и субтропичен климат.

## Описание
На дължина достигат до 14,2 cm.